# 3-吡啶乙酸
3-吡啶乙酸是一种有机化合物，化学式为C7H7NO2，它是三种吡啶乙酸的同分异构体之一。它可由3-溴甲基吡啶和一氧化碳在Pd(OH)2/C的催化下反应得到。它和乙醇在硫酸催化下反应，可以得到3-吡啶乙酸乙酯。它在乙酸铜催化下、氧气存在下脱羧，得到吡啶-3-甲醛。